# Poetschia
Poetschia Körb. (poetschia) – rodzaj grzybów z rodziny Patellariaceae.

## Systematyka i nazewnictwo
Pozycja w klasyfikacji według Index Fungorum: Patellariaceae, Patellariales, Incertae sedis, Dothideomycetes, Pezizomycotina, Ascomycota, Fungi.
Nazwa polska według W. Fałtynowicza.

## Gatunki
- Poetschia andicola (Speg.) Hafellner 1979
- Poetschia buellioides Körb. 1861 – poetschia brunatkowa
- Poetschia caerulescens (Hafellner) Kutorga & D. Hawksw. 1997
- Poetschia cratincola (Rehm) Hafellner 1979

Nazwy naukowe na podstawie Index Fungorum. Uwzględniono tylko taksony zweryfikowane.  Nazwy polskie według W. Fałtynowicza.